# Gabriel Cronstedt
Gabriel Cronstedt, född 2 maj 1670 i Stockholm, död 7 september 1757 på Siggesta gård, Värmdö socken, var en svensk militär. 

## Biografi
Cronstedt var en duglig fortifikationsofficer och utsågs därför 1714 till lärare för hertig Karl Fredrik av Holstein-Gottorp. 1718 ledde han som överstelöjtnant de stora väg- och broarbetena vid Carl Gustaf Armfelts armé, blev 1719 överste vid fortifikationen, 1741 generalmajor och 1755 generallöjtnant samt överkommendant i Stockholm. Cronstedt är representerad vid bland annat Nationalmuseum.	 
Han var bror till Johannes Olderman, Jakob Cronstedt och Carl Cronstedt samt far till Axel Fredrik Cronstedt.